# 김진희 (1985년생 축구인)
김진희(한국 한자: 金珍熙, 1985년 5월 27일 ~ )는 대한민국의 전 축구 선수이며, 포지션은 수비수였다.